# Delegación de Rere
| Delegación de Rere       | Delegación de Rere        |
| ------------------------ | ------------------------- |
| Cabecera:                | Villa de San Luis Gonzaga |
| Cabildo o Municipalidad: | - San Luis Gonzaga        |
| Ubicación                |                           |
|                          |                           |

Delegación de Rere es una división territorial de Chile. Corresponde al antiguo Partido de Rere, que con la Constitución de 1823, cambia de denominación.
Su cabecera estaba en la Villa de San Luis Gonzaga. 
Con la ley de 30 de agosto de 1826, que organiza la República, integra la nueva Provincia de Concepción. 
Con la Constitución de 1833, pasa a denominarse Departamento de Rere

## Límites
La Delegación de Rere limitaba:
- Al Norte con la Delegación de Chillán
- Al Este con la Cordillera de Los Andes
- Al Sur con la Delegación de La Laja y la Delegación de Lautaro
- Al Oeste con la Delegación de Puchacay